# Bausch & Lomb Championships 2007 - Doppio
Il doppio del torneo di tennis Bausch & Lomb Championships 2007, facente parte del WTA Tour 2007, ha avuto come vincitrici Mara Santangelo e Katarina Srebotnik che hanno battuto in finale Anabel Medina Garrigues e Virginia Ruano Pascual con il punteggio di 6–3, 7–6(4)

## Teste di serie
1. Cara Black /  Liezel Huber (semifinali)
2. Yan Zi /  Zheng Jie (quarti di finale)

1. Nadia Petrova /  Lisa Raymond (quarti di finale)
2. Anabel Medina Garrigues /  Virginia Ruano Pascual (finale)

## Tabellone

### Legenda
| - Q = Qualificato - WC = Wild card - LL = Lucky loser | - ALT = Alternate - SE = Special Exempt - PR = Protected Ranking | - w/o = Walkover - r = Ritirato - d = Squalificato |